# Rue de la Fonderie
La rue de la Fonderie (en occitan : carrièra de la Fondariá) est une voie de Toulouse, chef-lieu de la région Occitanie, dans le Midi de la France. Elle traverse le quartier des Carmes, dans le secteur 1 - Centre.

## Situation et accès

### Description
La rue de la Fonderie est une voie publique située dans le centre-ville de Toulouse. Elle naît au nord de la place du Parlement. Elle reçoit, à gauche, la rue des Moulins, presque au niveau de la petite place qu'elle forme avec la rue de la Hache et la rue de l'Homme-Armé. Elle donne ensuite naissance à la rue des Poutiroux, qui prolonge à l'est l'ancienne ruelle des Nonnains-Sainte-Claire (entre les actuels no 23 et 25), aujourd'hui fermée. La rue de la Fonderie se termine finalement au croisement de la rue Pierre-Brunière (no 2) et de la rue de la Dalbade (no 1). Elle est prolongée au nord par cette dernière jusque devant l'église de la Dalbade, puis par la rue des Couteliers jusqu'à la place du Pont-Neuf et la rue de Metz, puis par la rue Peyrolières et la rue Léon-Gambetta jusqu'à la place du Capitole.
La chaussée ne compte qu'une seule voie de circulation automobile en sens unique, de la rue de la Dalbade vers la place du Parlement. Elle est définie comme une zone de rencontre et la vitesse y est limitée à 20 km/h. Il n'existe pas de bande, ni de piste cyclable, quoiqu'elle soit à double-sens cyclable.

### Voies rencontrées
La rue de la Fonderie rencontre les voies suivantes, dans l'ordre des numéros croissants (« g » indique que la rue se situe à gauche, « d » à droite) :
1. Place du Parlement (g)
2. Rue des Poutiroux (d)
3. Rue Pierre-Brunière (g)
4. Rue de la Dalbade

### Transports
La rue de la Fonderie est parcourue et desservie directement par la navette Ville. Elle se trouve à proximité des stations Carmes et Palais-de-Justice de la ligne de métro . Près de cette dernière, le long des allées Paul-Feuga, se trouve également le terminus des lignes de tramway  . Elle se trouve également à proximité de la ligne du Linéo L4 du Linéo.
La station de vélos en libre-service VélôToulouse la plus proche se trouve place du Salin : la station no 48 (18 place du Salin).

## Odonymie
La rue tire son nom de la fonderie de canons de la ville, installée dans la rue pendant la Révolution française, en 1794. C'est le peintre Vergnes, chargé par la municipalité révolutionnaire de Toulouse de renommer les rues de la ville, qui lui attribua ce nom.
Au Moyen Âge, au XIVe siècle, la rue porte simplement le nom de rue Toulousaine ou rue des Toulousains, d'une famille importante qui y avait vécu. On trouve, à partir du XVe siècle, le nom de rue des Minorettes, rue Sainte-Claire ou encore rue des Nonnains-de-Sainte-Claire, qui renvoient à un couvent de sœurs franciscaines clarisses installé dans la rue dans la deuxième moitié du XIVe siècle. En 1794, pendant la Révolution française, la création d'une fonderie de canons dans les bâtiments de l'ancien couvent de franciscaines, et la volonté de supprimer les noms de rues qui rappellent des éléments religieux amènent au changement du nom de la rue. Avec la rue de l'Écharpe, la rue de la Fonderie est d'ailleurs la seule des rues de Toulouse qui conserve le nom qui lui a été donné à cette date.

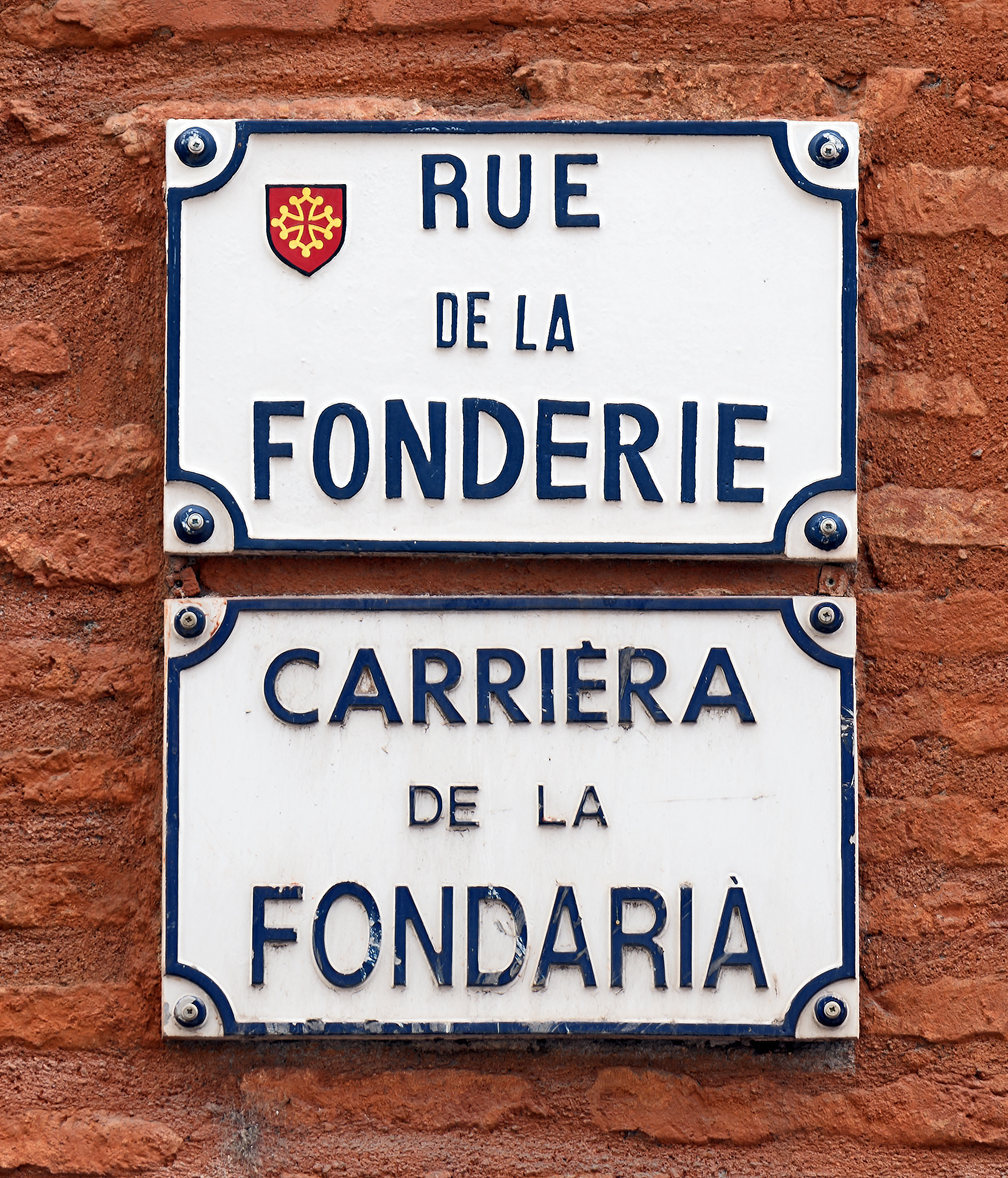
Plaques de rue en français et en occitan.
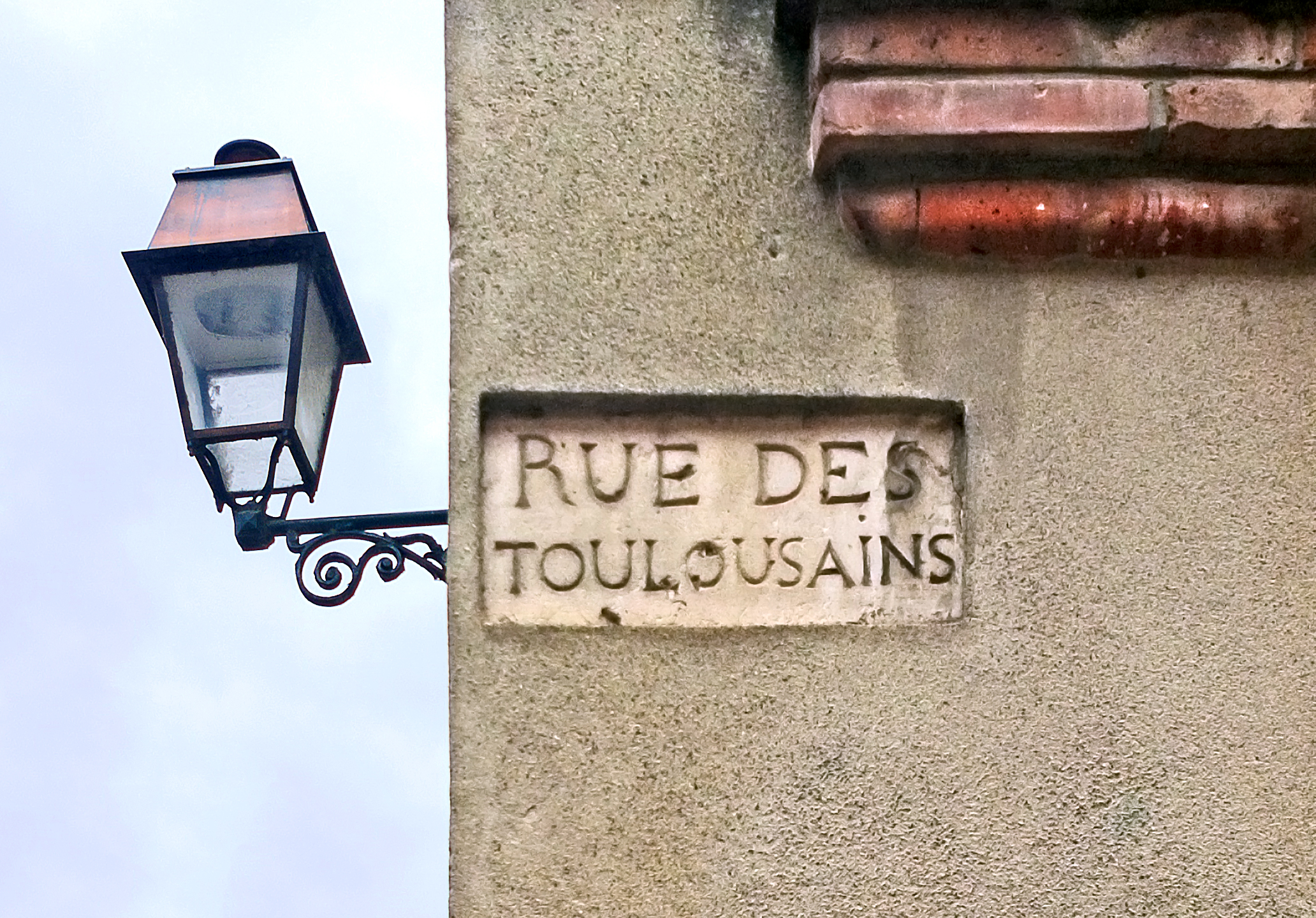
Pierre de rue du XVIIIe siècle.

## Histoire

### Moyen Âge
Au Moyen Âge, la rue de la Fonderie appartient au capitoulat de la Dalbade. C'est une des rues les plus importantes de la ville : parallèle à la Grand-rue (actuelle rue Pharaon), la rue des Toulousains naît dans le prolongement de la rue de l'Inquisition (partie ouest de l'actuelle place du Parlement) et de la porte du Château, la grande porte sud de la ville (emplacement de l'actuel no 1 place du Parlement). La proximité de cette porte explique en partie la présence de plusieurs auberges et hôtelleries qui reçoivent les marchands et voyageurs, telle l'hôtellerie de Saint-Christophe (actuel no 22) entre le XIVe siècle et le XVIe siècle, l'auberge du Cerf-Volant (actuel no 28) qui disparait peu avant 1478, et l'auberge à l'enseigne du Soleil (actuel no 32) au XVIe siècle.
La rue de la Fonderie suit le cours de la Garonnette – le petit bras de la Garonne – qui fournit l'eau à la population de la rue et vers laquelle descendent plusieurs ruelles, comme la ruelle des Nonnains-Sainte-Claire (entre les actuels no 23 et 25). Mais, au XIIe siècle, l'essentiel de l'activité marchande se concentre autour des boucheries de la ville, les « bancs de la Salvetat », qui ouvrent sur la place du Salin et sur la rue de la Fonderie (actuel no 6). La rue attire les marchands, tels Guillaume Dupont, qui se fait bâtir une maison à l'angle de la rue et de la place du Bocail (actuelle place du Salin).
Au milieu du XIVe siècle s'installe un couvent de religieuses clarisses (actuel no 31), rattachées aux franciscains ou frères « mineurs », d'où le nom de « minorettes » qui leur est parfois donné (menoretas en occitan). Elles occupaient depuis 1246 un monastère hors des remparts de la ville, dans le faubourg Villeneuve (emplacement de l'actuelle place Wilson), qui avait dû être abandonné à cause des incursions des Anglais pendant la guerre de Cent Ans. En 1352, elles sont autorisées à établir leur couvent en ville et s'installent sur une emprise relativement étroite, depuis la chapelle jusqu'à la ruelle des Minorettes (aujourd'hui fermée par une porte, actuel no 1 rue de la Dalbade). L'entrée du couvent de Sainte-Claire du Salin, relativement austère, se trouve en revanche sur le côté, dans la ruelle Sainte-Claire (actuelle impasse fermée entre le no 23 et le no 25). L'espace occupé alors par le monastère porte le nom de coin de Sainte-Claire,. Elles ont d'ailleurs leur four public, appelé le four des Minorettes.

### Période moderne
À partir du XVe siècle, la proximité du Parlement attire des hommes de loi, des procureurs, des huissiers et des avocats. Quelques capitouls s'installent également dans la rue, mais ils sont encore peu nombreux. Le grand incendie du 7 mai 1463 détruit une grande partie du quartier de la Dalbade. Progressivement, avec la multiplication des interdictions capitulaires de construire en bois, les maisons en corondage cèdent progressivement la place aux demeures en brique. Le quartier de la Dalbade connaît d'ailleurs, à la même époque, une évolution de sa population. L'aristocratie toulousaine, et particulièrement les élites parlementaires, fait construire de nombreux hôtels particuliers des deux côtés de la rue. Parmi ces demeures se signalent l'hôtel construit au XVIe siècle pour Gilles de Tiffaut (actuel no 18), procureur garde-sacs au Parlement et capitoul en 1534-1535, et, au siècle suivant, l'hôtel Margastaud (actuel no 15), construit vers 1681 dans le goût classique pour Vincent de Margastaud, avocat à la cour du Parlement et capitoul de la ville à trois reprises en 1681-1682, 1698-1699 et 1714-1715.
En 1658, le couvent des clarisses est presque entièrement reconstruit.

### Époque contemporaine

#### Révolution française et Empire
Pendant la Révolution française, les congrégations religieuses sont supprimées et le couvent des clarisses est fermé – il ne compte alors plus que trente-trois religieuses. Les bâtiments deviennent biens nationaux. En 1793, ils sont dévolus à la fonderie de canons, qui était installée depuis le XVIe siècle dans la rue des Cordeliers (actuelle rue Antoine-Deville), face au couvent des Cordeliers,. La guerre que mènent les armées de la République contre les États européens coalisés – et particulièrement l'Espagne – exige le développement des moyens militaires à Toulouse qui devient une véritable place forte : la ville comprend alors un arsenal, avec un atelier de fabrication, des dépôts d'armes et un magasin à poudre dans l'ancien couvent des Chartreux (actuel no 21 rue Valade), une école d'Artillerie dans l'ancien couvent des Capucins (emplacement de l'actuel no 2 rue du Doyen-Gabriel-Marty) et une salle d'armes dans l'église Saint-Pierre-des-Cuisines (actuel no 12 rue de la Boule), mais aussi un atelier de fabrication d'armes, fondé par le serrurier Joseph Bosc dans l'ancien couvent de la Trinité (actuels no 8-8 bis rue de la Trinité), une poudrerie sur l'île du Ramier du Moulin du Château et enfin un polygone d'artillerie pour l'entraînement du tir des canons (emplacement de l'ancienne Cartoucherie, actuels no 155-205 avenue de Grande-Bretagne),.

#### XIXesiècle
En 1816, la fonderie de canons de Toulouse est agrandie. Elle bénéficie d'ailleurs de la réorganisation napoléonienne qui ne conserve que les seules fonderies de Douai, Strasbourg et Toulouse. Grâce à l'utilisation de nouveaux procédés et d'une forerie horizontale dessinée par Jean Abadie, la fonderie toulousaine devient même la première du pays,.
Au XIXe siècle, des travaux sont engagés afin d'élargir la rue, qui garde cependant sa physionomie générale.
En 1866, les trois fonderies de canons de Douai, Strasbourg et Toulouse sont supprimées, au profit de l'arsenal de Bourges, dont les procédés sont plus modernes. À Toulouse, les bâtiments trouvent rapidement une nouvelle destination : en effet, des établissements privés d'enseignement supérieur, autorisés depuis la loi du 12 juillet 1875, sont fondés à Paris, Angers, Lille et Lyon. À l'initiative de l'archevêque de Toulouse, Florian Desprez, les évêques de treize diocèses du sud-ouest de la France décident de soutenir la création d'une université catholique à Toulouse. Grâce à une souscription, l'Université catholique de Toulouse ouvre le 15 novembre 1877 dans l'ancienne fonderie. L'université, devenue Institut catholique en 1880, dispense des cours de droit, de lettres et de théologie,. En 1877, des travaux sont effectués par l'architecte Henri Bach pour la restauration de la chapelle de l'ancien couvent des clarisses (actuel no 31) et pour l'aménagement des salles de classe. D'ailleurs, l'Institut catholique s'agrandit par l'achat des immeubles voisins (ancien no 25 en 1890 et ancien no 29 en 1895).

#### XXesiècle
Durant l'entre-deux-guerres, l'Institut catholique connaît une phase d'agrandissement et de réorganisation. En 1933, l'architecte Pierre Fort réunit les bâtiments disparates de l'Institut en une seule construction.
Au XXe siècle, la rue de la Fonderie reste une rue calme qui conserve un caractère aristocratique. On ne trouve que peu de commerces et quelques cafés, particulièrement du côté de la place du Parlement, comme le café Émile (actuel no 5).

#### XXIesiècle
Le 4 août 2020, l'effondrement partiel d'un immeuble ancien oblige l'évacuation du quartier et la fermeture d'une partie de la ligne B du métro,.

## Patrimoine et lieux d'intérêt

### Institut catholique
Classé MH (1963, partie du rempart gallo-romain) et  Inscrit MH (1996, fresque de la salle des Évêques et vestiges de la fonderie de canons situés dans le bâtiment ouest ainsi que dans les ailes en retour)
L'Institut catholique occupe un vaste ensemble immobilier qui comprend plusieurs bâtiments, construits, remaniés et rassemblés à des périodes différentes, entre la rue de la Fonderie et l'avenue de la Garonnette. En 1352, les sœurs clarisses s'établissent : le couvent Sainte-Claire du Salin, construit dans la deuxième moitié du XIVe siècle, connait rapidement un grand succès auprès des élites locales et la communauté connait un fort développement. En 1658, le couvent est presque entièrement reconstruit. En 1793, après la dispersion des communautés religieuses, les bâtiments sont dévolus à une fonderie de canons et adaptés à leurs nouvelles fonctions. Progressivement, des parcelles contiguës sont acquises pour agrandir peu à peu la fonderie (actuels no 27 et 31). En 1866, son activité est pourtant supprimée et, en 1879, les bâtiments sont acquis par l'Institut catholique, fondé deux ans plus tôt. Ils sont agrandis par des achats successifs en 1890 (ancien no 25) et en 1895 (ancien no 29). En 1933, l'architecte Pierre Fort réunit les différents bâtiments en une seule construction.
- no  19 : immeuble (deuxième moitié du XIXe siècle)[27].
- no  21 : immeuble (deuxième moitié du XIXe siècle)[28].
- no  23 : immeuble (deuxième moitié du XVIIIe siècle)[29].

- entre les no  23 et 25 : ancienne impasse, sous le nom de ruelle des Nonnains-Sainte-Claire, fermée au XXe siècle.

- no  29 : salle Tolosa. 
En 1933, un nouveau bâtiment est construit à l'emplacement de deux immeubles (anciens no 25 et 27) par l'architecte Pierre Fort. L'édifice, de style Art déco, présente sur la rue de la Fonderie une façade symétrique et imposante, percée au rez-de-chaussée d'un grand portail en plein cintre et encadré de deux étroites fenêtres, et aux deux étages de trois fenêtres. Elle est simplement mise en valeur par la qualité de la disposition des briques en plaquage, les fins bandeaux de béton qui passent au niveau des appuis et des linteaux des fenêtres, et les volumes créés par les encadrements. L'élévation est surmontée d'une corniche en béton.

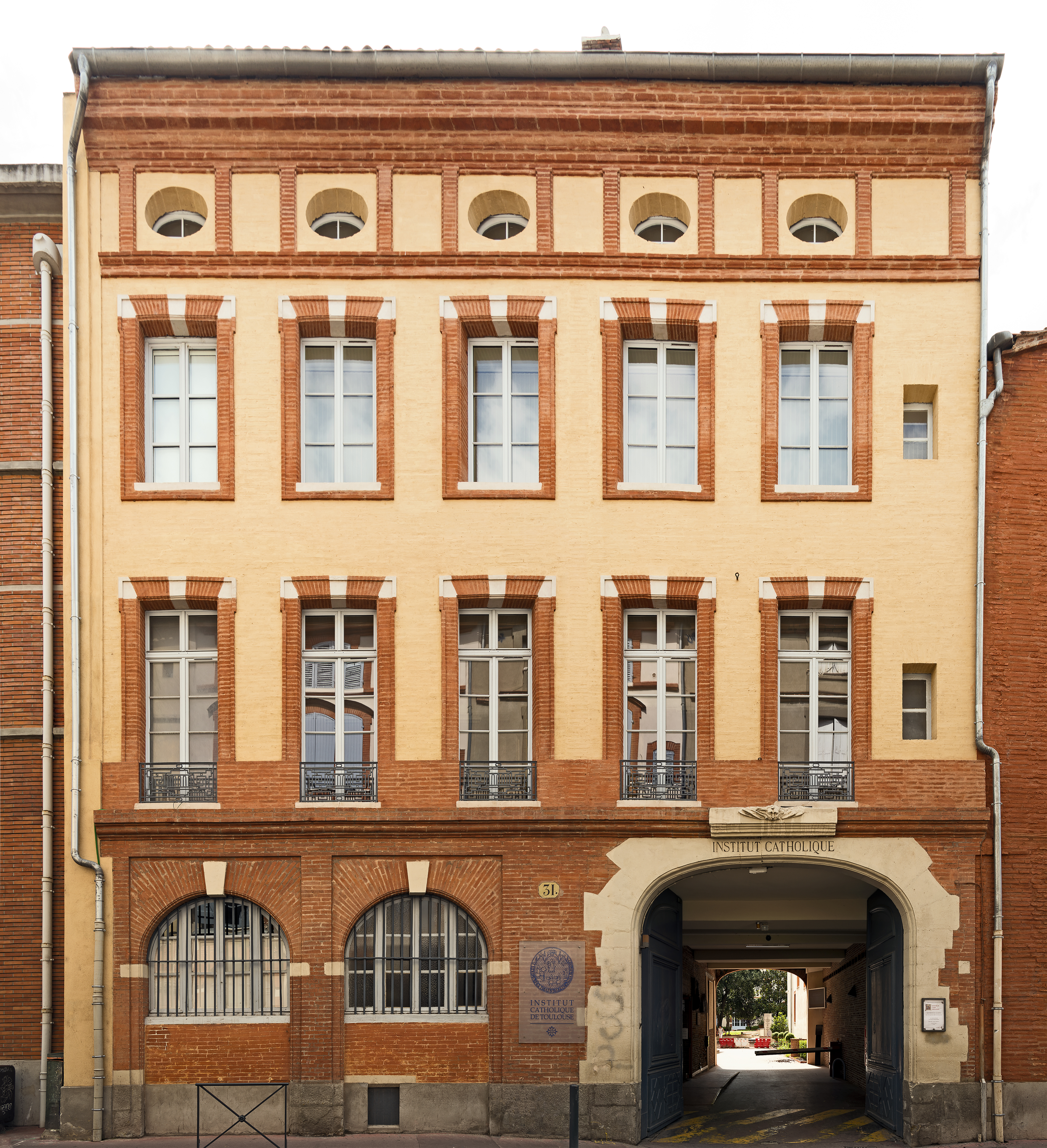
no 31 : façade de l'ancienne fonderie de canons.

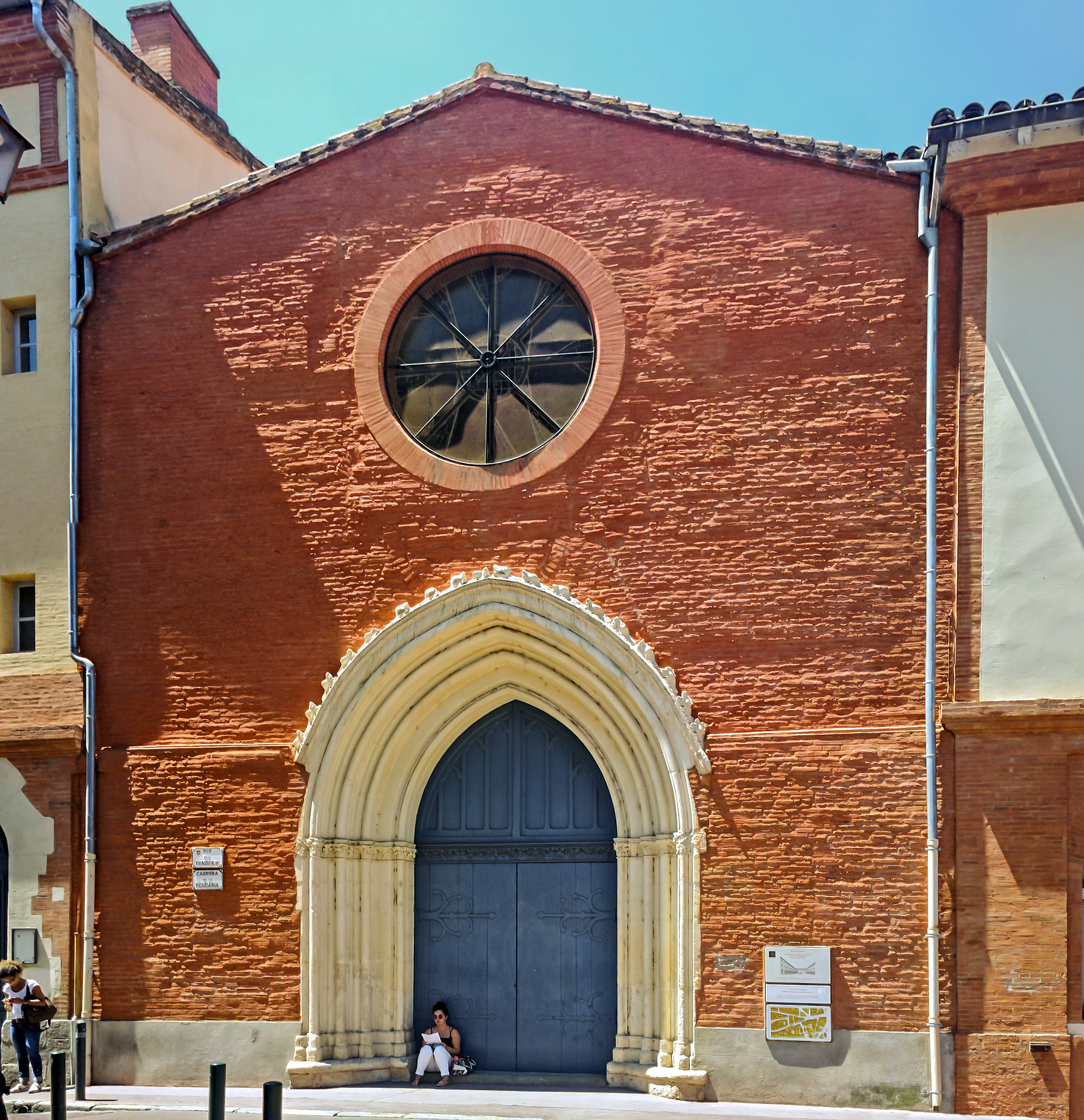
no 31 bis : façade de la chapelle Sainte-Claire.

- no  31 : couvent Sainte-Claire, puis fonderie de canons. 
La façade sur la rue de la Fonderie, de style classique, est élevée au XVIIIe siècle. Elle se développe sur cinq travées et trois étages décroissants. Le rez-de-chaussée repose sur un solin de pierre. La large porte cochère, en pierre, est voûtée en anse de panier. Elle est surmontée, au niveau de la large corniche moulurée qui sépare le rez-de-chaussée des étages, d'une pierre sculptée d'un mufle de lion. Au 1er et au 2e étage, les fenêtres ont un chambranle mouluré. Celles du 1er étage ont également des garde-corps en fer forgé ornés de motifs géométriques. Le 3e étage de comble à surcroît est séparé par une fine corniche. Il est simplement percé de cinq oculi ovales. L'élévation est couronnée d'une large corniche moulurée. 
Le passage couvert donne accès à la première cour, autour de laquelle s'organisent plusieurs corps de bâtiment. À droite, dans la salle des Évêques, se trouve une fresque réalisée entre 1920 et 1923 par le peintre Marcel-Lenoir, représentant le Couronnement de la Vierge : l'œuvre incorpore une série de portraits de sa famille – sa femme, son fils et lui-même –, ainsi que de personnages toulousains, dont Germain Breton, recteur de l'Institut catholique, le poète Camille Soula, l'archéologue Henri Begouën, Henry de Lingua de Saint-Blanquat et Jacques Adrien Crouzel, historien et directeur de la bibliothèque municipale. 
Dans la première cour, un passage donne accès à la deuxième cour, où se trouvaient les fours et les installations de la fonderie. Les façades gardent encore des traces du XVIIe siècle, malgré les réaménagements postérieurs. Une partie des salles est aménagée en salles d'exposition pour l'espace muséographique Georges Baccrabère, créé en 1973.

- no  31 bis : chapelle Sainte-Claire. 
La chapelle Sainte-Claire est bâtie dans la deuxième moitié du XIVe siècle, dans le style gothique méridional. Elle est dévolue aux célébrations liturgiques de l'Institut catholique. 
La chapelle des clarisses est orientée à l'ouest, afin d'être accessible à la population laïque depuis la rue. La façade sur la rue de la Fonderie est percée d'un imposant portail, dont les voussures des archivoltes reposent sur de fines colonnes surmontées de chapiteaux à feuillages. À l'intérieur, la nef avait été reconstruite par l'abbesse Fromente Caussade à partir de 1507, mais après les destructions du XIXe siècle[N 2], les voûtes sont dues à une importante campagne de travaux et de reconstruction menée en 1877 par l'architecte Henry Bach. Le plan de la chapelle compte une simple nef sans transept, terminée par un chevet à pans coupés. Quatre chapelles s'ouvrent sur le côté nord. En 1994, des vitraux du peintre-verrier Henri Guérin sont posés pour trois grandes verrières, ainsi que la rosace. La même année est inauguré un orgue dû au facteur Gérard Bancells[30].

### Immeubles
- no  1 : immeuble. 
L'immeuble, construit entre la rue de la Fonderie et l'impasse de la Hache. Il ne possède sur la première qu'une façade étroite de deux travées, de style classique, élevée au XVIIIe siècle. Au 1er étage, les fenêtres ont des balconnets de pierre dotés de garde-corps en fer forgé à motifs géométriques[31].

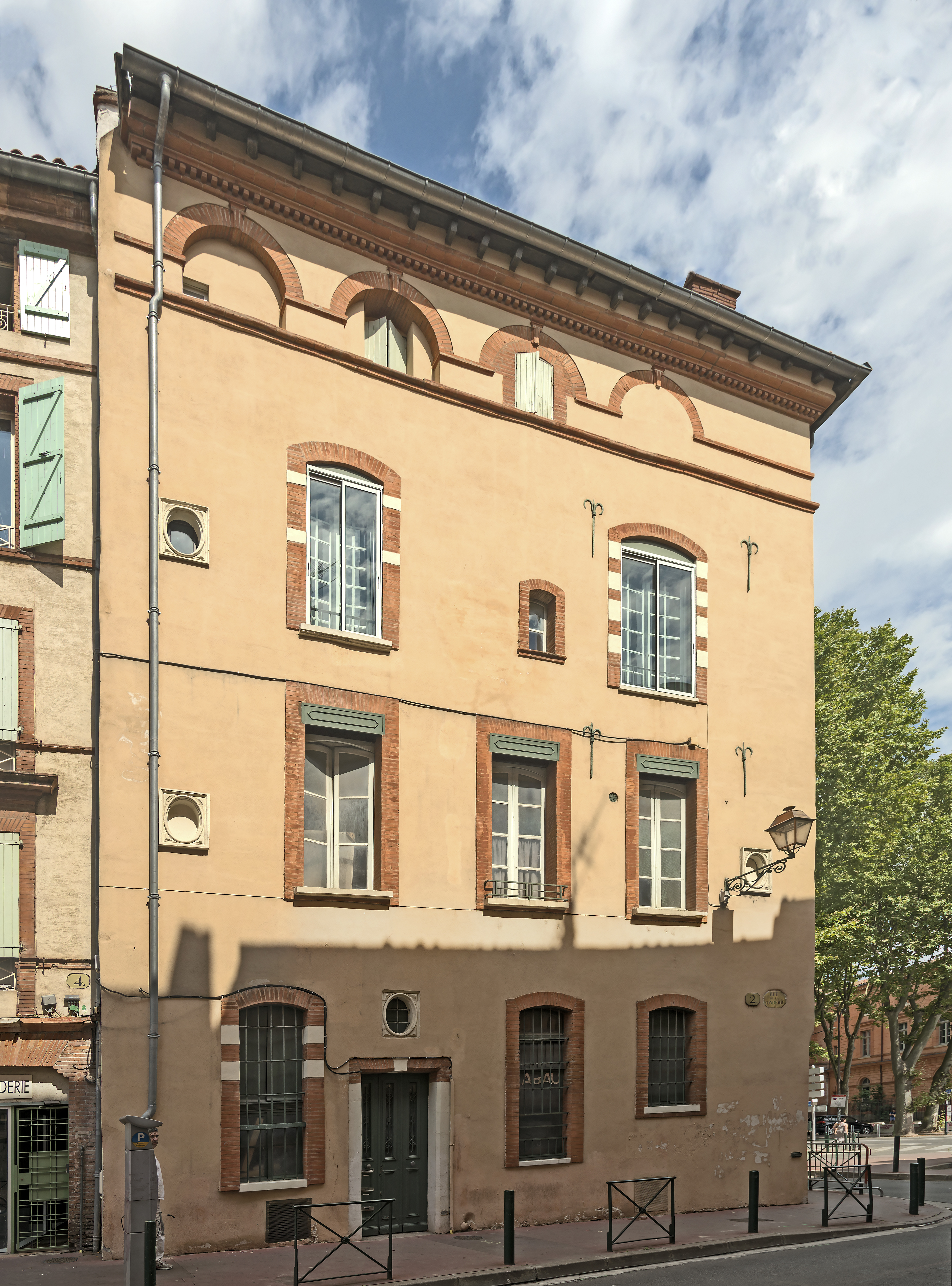
no 2 : façade de la maison Almeras.

- no  2 : maison Almeras. 
La maison est construite pour Jeanne Almeras, veuve d'un marchand ferratier, entre 1622 et 1623, par le maître maçon Jean Sarraute, mais elle a été modifiée aux XVIIIe et XIXe siècles[32]. En 2020, des travaux de rénovation portent atteinte à la structure du bâtiment, qui menace de s'effondrer. 
La maison Almeras s'élève à l'angle de la place du Parlement et présente, sur la rue de la Fonderie, une façade caractéristique de l'architecture classique toulousaine. Au rez-de-chaussée, la porte est surmontée d'un oculus ovale en pierre. Aux étages, la travée de gauche, où se développe l'escalier, est elle aussi éclairée par des oculi en pierre. Aux étages, les fenêtres avaient des meneaux copiés sur ceux de l'hôtel Chalvet voisin (actuel no 12 place du Parlement), mais elles ont été modifiées, au XVIIIe siècle pour celles du 2e étage, et au XIXe siècle pour celles du 1er étage. L'étage de combles est percé de mirandes[33].

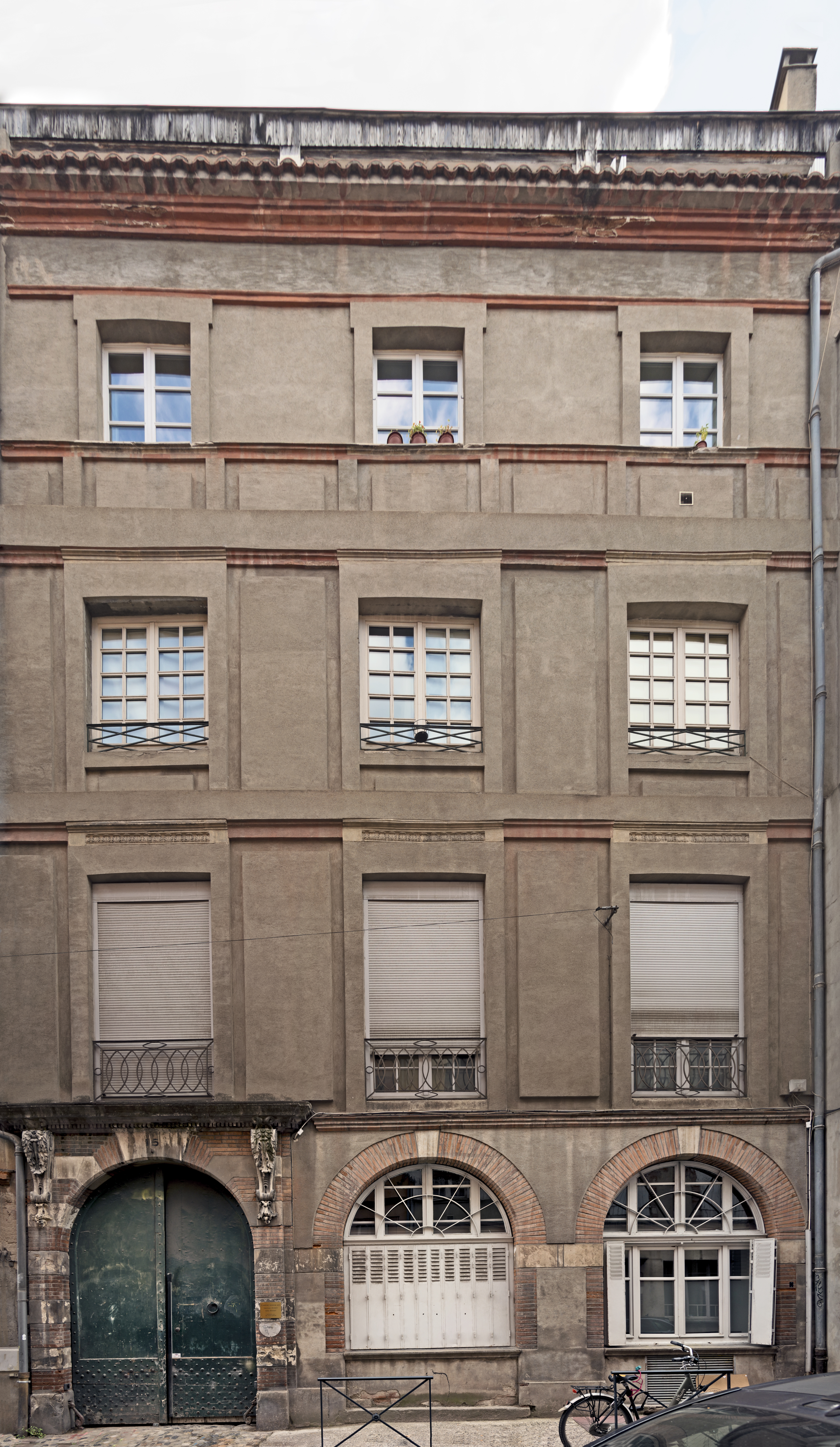
no 15 : façade de l'hôtel Margastaud.

- no  15 : hôtel Margastaud. 
L'hôtel particulier est construit vers 1681 pour Vincent de Margastaud, avocat au parlement, capitoul en 1681-1682, 1698-1699 et 1714-1715, à l'emplacement de deux maisons entre la rue de la Fonderie et la rue de l'Homme-Armé (actuel no 23)[12]. Sur la rue de la Fonderie, la façade, de style classique s'élève sur trois étages décroissants. Au rez-de-chaussée, la porte cochère, voûtée en plein cintre, est en brique et pierre alternées. Elle est surmontée d'une corniche en pierre à modillons, soutenue par deux consoles feuillagées. Aux étages, les fenêtres sont surmontées de fines frises à feuillages[34].

- no  18 : immeuble. 
L'immeuble est élevé dans la deuxième moitié du XIXe siècle, lorsque les façades de la rue sont réalignées. Il conserve dans la cour intérieure les élévations de l'hôtel construit au XVIe siècle pour Gilles de Tiffaut, procureur garde-sacs au Parlement, capitoul en 1534-1535[11]. Au rez-de-chaussée, une fenêtre à meneau en pierre, modifiée aux siècles suivants, a conservé ses moulures gothiques. Sur le côté sud s'élève un escalier et des galeries en charpente de bois[35].

- no  36 : immeuble. 
L'immeuble, construit au XVIIIe siècle dans le style classique, s'élève à l'angle de la rue Pierre-Brunière. Il présente sur la rue de la Fonderie une façade de quatre travées, qui s'élève sur trois étages décroissants et séparés par des cordons. Au 1er étage, les fenêtres ont des balconnets de pierre, ornés de garde-corps en fer forgé[36].

## Personnalité
- no  5 : maison natale de Joseph Thillet.